# Basse Campine
La Basse Campine est une région naturelle et un paysage régional situé au nord et à l'ouest de la province du Limbourg en Belgique.
Comparée à la Campine anversoise et au Brabant septentrional, la zone n'est pas vraiment basse, mais elle est plus basse que la Haute Campine voisine, située sur le plateau de Campine connu pour ses montées et descentes.
Il fait partie des 16 paysages régionaux reconnus en Flandre, en vertu du décret Nature du 21 octobre 1997 de la Région flamande, comme importants pour la culture et la nature, comparables aux parcs naturels de Wallonie (Parc naturel des Plaines de l'Escaut, Parc naturel du Pays des Collines, Parc naturel des Hautes-Fagnes–Eifel, etc) qui mettent en œuvre les aires protégées en Belgique[Qui ?].
Le paysage régional « Basse Campine » a été fondé en 2002 et, comme les autres paysages régionaux, est un partenariat entre divers acteurs du monde local et rural tels que la province, les communes, les organisations de protection de la nature, les organisations ou offices du tourisme, le secteur agricole, les conseillers et gestionnaires en sylviculture et gestion durable des forêts, les gestionnaires de la faune et des animaux sauvages, les organismes de protection du patrimoine et unions de propriétaires fonciers.
Au nord de la zone d'exploitation se trouve le Parc national Bosland, grande forêt de 5 137 ha, reconnu le 13 octobre 2023 par le Gouvernement régional flamand, au titre de Parc National, suscitant les craintes des agriculteurs qui redoutent des restrictions de leurs activités. Au sud de la zone se trouvent les mille étangs « De Wijers ».
La zone s'étend sur quatorze communes :
- Beringen
- Bocholt
- Halen
- Ham
- Hamont-Achel
- Hechtel-Eksel
- Heusden-Zolder
- Houthalen-Helchteren
- Bourg-Léopold
- Lommel
- Lummen
- Pelt
- Tessenderlo
- Zonhoven

## Types de paysages
Ce paysage régional comprend quatre types de paysages différents, à savoir :
- La région sablonneuse, appelée Campine, dunaire et forestière, au nord-ouest, qui constitue un paysage à grande échelle, où se trouvent les zones De Merode et Parc national du Bosland (reconnu le 13 octobre 2023 au titre de Parc national par le Gouvernement régional flamand)[7],[8].
- La Vallée du Dommel, du Warmbeek et de l'A-beek, au nord, un paysage à petite échelle et riche en histoire culturelle, entrecoupé de nombreuses vallées fluviales,
- Le paysage de la vallée fluviale de la rivière Zwarte Beek, avec un paysage très varié allant des landes sèches aux marécages,
- La zone des étangs De Wijers, où se trouvent plus de 1000 étangs artificiels[9].

Plus d'un tiers de la superficie totale est une réserve naturelle. C'est également l'une des régions les plus boisées de la région flamande.